# Multatuli
Multatuli, pseudónimo literário de Eduard Douwes Dekker (Amesterdão, 2 de março de 1820 — Ingelheim am Rhein, 19 de fevereiro de 1887), foi um escritor e maçon neerlandês.
Eduard Douwes Dekker trabalhou como funcionário nas Índias Orientais Neerlandesas, actual Indonésia, onde foi testemunha de muitas injustiças. A sua obra mais famosa é Max Havelaar, em que o autor critica a exploração da população local pelas autoridades coloniais holandesas. O seu pseudónimo literário é formado pelas palavras latinas «multa» e «tuli» e que significa literalmente «sofri muito» e faz referência a uma famosa passagem da obraTristia de Ovídio.
Multatuli morreu em Nieder-Ingelheim (Alemanha), e foi o primeiro neerlandês a ser cremado.
A Multatuli Genootschap (Sociedade Multatuli) tem como objetivo dar a conhecer este autor e ressaltar a sua vigência actual. Administra o Museu Multatuli, localizado na casa natal do escritor.

## Biografia
Douwes Dekker nasceu na rua Korsjespoortsteeg de Amsterdã(o), filho de um capitão de navio. Em 1838 viajou a bordo de um barco comandado pelo pai para as Índias Orientais Neerlandesas, a cuja capital, Batávia, chegaram em 1839.
Em breve começou a destacar-se na sua carreira de funcionário público. Em 1840, ficou com um cargo subalterno, mas em 1851 já era assistente-residente de Amboina.
Em 1843 foi nomeado controleur no distrito de Natal, costa ocidental da ilha de Sumatra. Ali fez grandes planos para melhorar o porto, mas estes tinham um défice de contas, o que lhe valeu fortes reprimendas do governador da costa oeste de Sumatra, o general Andreas Victor Michiels. Este motejou-o de "homem sem honra", o que irritou profundamente Douwes.
Em 1846, Douwes Dekker casou-se com Tine, baronesa de Wijnbergen. Este matrimónio produziu um filho (Edu, nascido em 1854) e uma filha (Nonnie, nascida em 1857).
Em 1856, Dekker foi nomeado assistente-residente de Lebak. Nesse mesmo ano, renunciou a este lugar, quando o governador general Duymaer van Twist negou-se a recebê-lo em relação às suas queixas sobre o regente (autoridade do interior) do distrito de Lebak. Depois de renunciar ao seu posto, Douwes ficou desempregado e viajou sozinho pela Europa durante anos (Países Baixos, Bélgica, Alemanha e França, entre outros países). Em 1859 Tine e os filhos juntaram-se com ele na Europa.
Em 1859 Dekker decidiu começar uma carreira literária, e em 1860 surgiu a sua obra mais conhecida, Max Havelaar que publicou com o pseudónimo de ‘Multatuli’. Max Havelaar é um ataque directo à administração colonial holandesa das Índias Orientais Neerlandesas. No seu livro, Dekker tentou expor à Humanidade todos os escândalos e injustiças que havia observado nas Índias Orientais Holandesas. O público neerlandês reagiu à obra como sendo um ultraje, negando-se a aceitar o seu testemunho, mas apesar disso o livro foi um êxito no resto da Europa.
Multatuli continuou a sua carreira literária publicando Geloofsbelijdenis (1861), que apesar do título são sátiras mordazes à sociedade neerlandesa do seu tempo.
Ainda que o valor literário da obra de Multatuli tenha sido muito criticado, o escritor encontrou um valioso e inesperado aliado em Carel Vosmaer. Continuou escrevendo, publicando as suas diversas obras em volumes uniformes chamados Ideën, dos quais surgiram vários entre 1862 e 1877, um deles foi a novela Woutertje Pieterse.
Dekker mudou o seu domicílio da Holanda para Wiesbaden (Alemanha), onde tentou escrever várias vezes para o teatro. Mais tarde mudou-se para Nieder Ingelheim, junto ao Rio Reno, onde morreu em 1887.
En junho de 2002, a Maatschappij der Nederlandse Letterkunde (Sociedade da Literatura Holandesa) proclamou Multatuli como o melhor escritor neerlandês de todos os tempos.

## Bibliografia (em neerlandês)

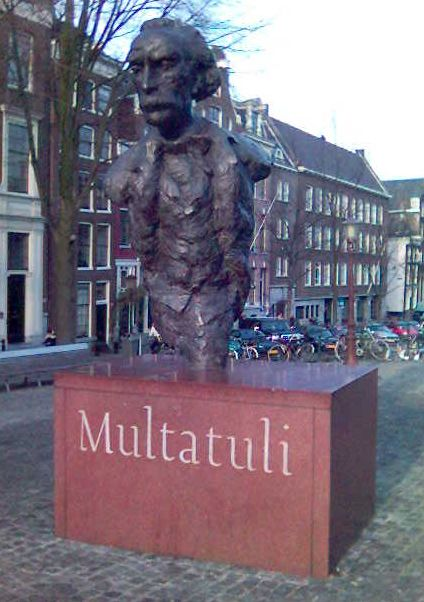
Estátua de Multatuli na Praça Torensluis, junto ao Canal Singel de Amesterdão, inaugurada pela rainha Beatriz em 1987; busto de Hans Bayens, inscrição de Gerrit Noordzij.